# Wolverhampton Wanderers FC
A Wolverhampton Wanderers Football Club egy wolverhamptoni székhelyű angol labdarúgócsapat. Nevük rövidített verziója a Wolves, mely egyben becenevük is, hiszen magyarul farkasokat jelent. Hosszú története során jellegzetes színeiről arany és fekete is híressé vált a csapat. A klub 1877-ben alakult és 1889 óta a Molineux Stadionban játszik.
Kezdetekben a Wanderers nagyon sikeres volt, alapító tagja lett az Angol Labdarúgó Ligának és kétszer is megnyerte az FA-kupát az első világháború kitörése előtt. A második világháború után Stan Cullis edzősége alatt voltak a legsikeresebbek, 1949 és 1960 között három bajnoki címet és két FA-kupát nyertek. Tulajdonképpen ennek a csapatnak köszönhetjük az európai kupasorozatok megszületését, hiszen az 1950-es években több angol lap is a Wolverhamptont kiáltotta ki a világ legjobbjának, amivel nem mindenki értett egyet. Cullis távozása után nem tudták feleleveníteni a régi sikereket, bár bejutottak a legelső UEFA-kupa-döntőbe, ahol kikaptak a Tottenham Hotspurtől. 1974-ben és 1980-ban is hazavihették a Ligakupát, de azóta nem nyertek semmit. 2009-ben ismét feljutottak az élvonalba.

## Klubtörténet
A csapatot 1877-ben, St Luke's néven alapította John Baynton és John Brodie. Két évvel később egyesültek egy helyi krikett- és futballcsapattal, a Wanderers-szel, így jött létre a Wolverhamtpon Wanderers. A korai években egyszerre két pályát használtak, a John Harper's Fieldet és a Windmill Fieldet. Mindkettő a Lower Villiers Streeten volt, Blakenhallban. 1881-ben innen átköltöztek a Dudley Roadra, a Fighting Cocks fogadóval szemben. A Wolverhampton 1888-ban egyike lett azon 12 csapatnak, mely megalapította a labdarúgó ligát. Első szezonjában harmadik lett a csapat és bejutott az FA-kupa döntőjébe, ahol 3–0-ra kikapott a Preston North Endtől.

### Korai kupasikerek

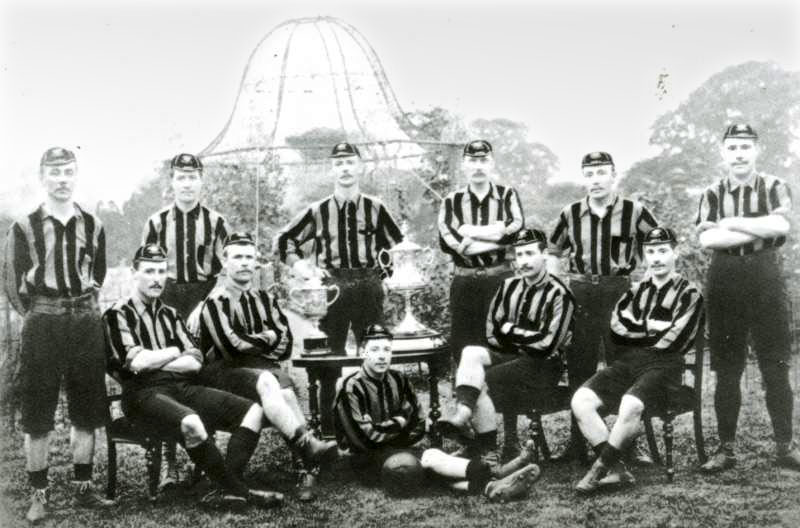
A Wolves 1893-as csapata, mely megnyerte az FA Kupát.

A Farkasok 1888-tól az 1906-os kiesésig tagjai maradtak a liga élvonalának. Eközben megnyerték első FA-kupájukat 1893. március 26-án, az Everton 1–0-s legyőzésével. Két évvel a kiesés után újabb FA-kupát nyertek, miután másodosztályúként meglepetésre 3–1-re verték a Newcastle Unitedet 1908. április 25-én. Sokáig küzdöttek, hogy visszajussanak a First Divisionba, de 1923-ban még a másodosztályból is kiestek és a harmadosztály északi csoportjába kerültek. Innen első próbálkozásra feljutottak, bár a Rochdale kemény ellenfelük volt.

### A két háború közötti kalandok
Nyolc, a második vonalban eltöltött év után aztán végre 1932-ben sikerült visszajutniuk a legjobbak közé. A második világháború előtt a Wanderers Anglia egyik élcsapatává vált. 1938-ban már csak az utolsó meccset kellett volna megnyerniük ahhoz, hogy bajnokok legyenek, de kikaptak a Sunderlandtől, így az Arsenal végzett az élen. 1939-ben ismét másodikok lettek, ezúttal az Everton mögött, és bejutottak az FA Kupa döntőjébe is, ahol 4–1-re kikaptak a Portsmouth-tól.

### A Stan Cullis-éra
A háború után újraindult a futballélet 1946-ban. A farkasok ismét fájóan közel kerültek a bajnoki elsőséghez, de a Liverpool elleni bajnoki döntőnek is felfogható utolsó fordulóban 2–1-re kikaptak, így a vörösöket avatták bajnokká. Ez volt az utolsó meccs, melyen Stan Cullis játékosként képviselte a Wandererst. Körülbelül egy év után kinevezték menedzserré a klubnál és rögtön első szezonjában FA-kupa-sikerig vezette csapatát és 41 év után először nyert trófeát a gárda. A következő szezonban mindössze rosszabb gólkülönbségük miatt nem lettek bajnokok.
Az 1950-es években tudhatta magáénak a legnagyobb sikereket a Wolverhampton. Billy Wright csapatkapitánysága alatt alatt végre megnyerték első bajnoki címüket 1954-ben, maguk mögé utasítva nagy riválisukat, a West Bromwichot. 1953-ban villanyvilágítás került a Molineux Stadionba, melyet egy barátságos meccsen avattak fel a dél-afrikai válogatott ellen. Ebben az időben több hasonló barátságos mérkőzést játszott a Wanderers külföldi ellenfelek ellen. Összecsaptak a Racing Club de Argentina és a Szpartak Moszkva mellett a Budapest Honvéddel is. Ez utóbbi találkozót a BBC is közvetítette, ami nem csoda, hiszen a budapesti csapatban akkoriban több "Mágikus Magyar" is játszott, akik kétszer is nagyon megverték az angolokat. A Farkasok nyertek 3–2-re, 2–0-s hátrányt ledolgozva. Cullis ezután a világ legjobbjának nevezte csapatát. Ez volt az utolsó csepp a L'Equipe szerkesztőjének, Gabriel Hanot-nak a poharában, akiben már régen megfogalmazódott egy klubcsapatok közötti kontinenstorna ötlete.
Mielőtt kijelentenénk, hogy a Wolverhampton legyőzhetetlen, hagyjuk, hogy ellátogassanak Moszkvába és Budapestre. Ha már itt tartunk, vannak még más nemzetközi szinten is jól ismert csapatok, például az AC Milan és a Real Madrid, hogy csak kettőt említsek. Időszerű lenne bevezetni egy kupasorozatot a világ vagy legalább Európa csapatai számára, mely nagyobb és elismertebb, mint a Mitropa Kupa és eredetibb, mint a válogatott tornák.
(Gabriel Hanot, a L'Equipe szerkesztője)
Az UEFA 1955-ben gyűlésezett, jónak tartották az ötletet és a következő évre ki is írták az első BEK-et. Később egyébként a Szpartak Moszkva, a Dynamo Moszkva és a Real Madrid is ellátogatott a Molineux-ba és mind kikapott. A Wanderers 1958-ban és 1959-ben is bajnok lett, 1960-ban nagyon közel kerültek a "mesterhármashoz" és a XX. század első duplájához, de egy ponttal a Burnley mögött végeztek, így az FA Kupával vigasztalódtak. Az előbb említett három évben minden alkalommal több, mint 100 gólt szereztek.

### Cullis távozása
Az 1960-as évekre visszaesett a farkasok teljesítménye és Cullist 1964 szeptemberében kirúgták. Az 1964–65-ös szezon szörnyen sikerült a csapatnak, hiszen egyszer sem kerültek a kiesőzónán kívülre. Harminc év után először estek ki az élvonalból, két évet töltöttek a második vonalban, mire 1967-ben sikerült feljutniuk.
1967 nyarán a csapat részt vett egy "Egyesült Labdarúgó-szövetség" nevű tornán Észak-Amerikában. Ez a liga húsz meghívott európai és dél-amerikai csapatból állt, melyek amerikai és kanadai városokban játszottak és a bajnokság idejére külön nevet választottak maguknak. A "Los Angeles Wolves" néven játszó Wolverhampton megnyerte a nyugati csoportot, majd az egész tornát azzal, hogy legyőzte a másik csoport bajnokát, a Washington Whips nevet használó Aberdeent.

### Kupadöntők és harc a kiesés ellen
A klub tehát visszajutott az élvonalba, ezzel egy újabb, viszonylag sikeres időszak kezdődött a történetükben. Az 1970–71-es idényben a negyedik helyen végeztek, ami elég volt ahhoz, hogy kvalifikálják magukat az újonnan létrehozott UEFA-Kupába. Ekkoriban a csapat legnagyobb sztárjai Derek Dougan, Kenny Hibbitt és Frank Munro voltak. Nekik is köszönhető, hogy a Farkasok bejutottak az UEFA-kupa döntőjébe az Académica, az ADO Den Haag, az FC Carl Zeiss Jena, a Juventus és a Ferencváros legyőzésével. Az akkor még kétfordulós döntőben a Tottenham volt az ellenfél. A Molineux-ban 2-1-re nyertek a londoniak, így a White Hart Lane-en már tökéletes volt számukra az 1–1-es döntetlen.
Két évvel később a Wolves története során először megnyerte a Ligakupát a Manchester City legyőzésével. A csapat kiesett az élvonalból, de 1976-ban visszajutott, majd 1980-ban ismét megnyerte a Ligakupát, ekkor a Nottingham Forest volt az ellenfél. Azóta nem nyertek komolyabb trófeát.

### Összeomlás és feltámadás
A csapat rossz időszakon ment keresztül az 1980-as években. 1982-ben alig menekültek meg a kieséstől, majd 1984-ben, 1985-ben és 1986-ban sorozatban három kiesést szenvedtek el és történetük során először a negyedosztályban találtak magukat. A szörnyű eredmények sora 1986-ban érte el a csúcsát, amikor az FA-kupa 1. fordulójának újrajátszásán 3-0-ra kikaptak egy ligán kívüli csapattól, a Chorley-tól. Új tulajdonos érkezett a gárdához és Graham Turner lett a menedzser. 1989-re már a másodosztályban volt a Wolverhampton.
A talpra állás során a legfontosabb játékos Steve Bull volt, aki a West Bromtól érkezett 1986-ban. Bullt, még harmadosztályú játékosként, az 1990-es vb-re is meghívták. 1999-es visszavonulásáig 306 gólt lőtt a Wanderers színeiben.

### Rájátszások időszaka
1990-ben a Farkasokat felvásárolta egyik nagy szurkolójuk, Sir Jack Hayward, az ő pénze egy sokkal fényesebb korszakot nyitott meg a csapatnál. Az 1989–90-es szezonban nem sok kellett volna hozzá, hogy rájátszást érő helyen végezzenek.
A Hillsborough-katasztrófa miatt Angliában új szabályokat vezettek be a stadionokra vonatkozóan, az öregedő Molineux felújítása és átépítése tehát 1990-ben kezdetét vette. 1992-ben a North Bank lelátót a Stan Cullis Stand váltotta fel, egy évvel később a Billy Wright Stand is elkészült. Ezek költségeit állítólag a tulajdonos állta. 1993 decemberére a később Steve Bull Standre átkeresztelt Jack Harris Stand is elkészült, így befejeződtek az építkezések.
1994 márciusában Graham Turnert a korábbi angol szövetségi kapitány, Graham Taylor váltotta a kispadon. Az 1994–95-ös szezonban a Farkasok végre a rájátszásba jutottak. Az elődöntőben a Bolton Wandererst kapták ellenfélül. Az első meccsen még 2–1-re nyertek, de a visszavágó már 2–0-s Bolton-sikert hozott, így a feljutás ezúttal sem jött össze.
1995 októberében Taylornak is mennie kellett, helyére Mark McGhee érkezett, aki alatt hol jól, hol szörnyen játszott a csapat. 1996 márciusában a Wanderers még nagyon közel volt a rájátszást érő helyekhez, de a szezont a 20. helyen zárta, mindössze két hellyel elkerülve a kiesést.
Az 1996–97-es idényben már magabiztosabbak voltak, de a második, automatikus feljutást érő helyről letaszította őket a Barnsley, a rájátszás elődöntőjében pedig kikaptak a Crystal Palace-tól. Egy évvel később az FA-kupa elődöntőjébe is eljutottak, McGhee mégis lemondott 1998-ban, mivel nem sikerült rájátszást érő helyezést elérnie a csapattal. Asszisztense , Colin Lee vette át az irányítást a Molineux-ban, de ő sem tudta elérni a fő célkitűzést, sőt az 1999–2000-es szezonban a kiesés szele is meglegyintette a gárdát, ezért Lee-nek mennie kellett.
Lee utódja Dave Jones lett, aki első évadjában nem tudott elérni többet egy helyezéstől a tabella közepén. A 2001–02-es szezonban viszont sokkal jobban futballoztak a Farkasok és szinte végig az első két hely valamelyikén álltak, végül azonban csak a rájátszás jutott nekik, ahol kikaptak a Norwichtól.

### A Wolves a Premiershipben
A csapat váltakozó szerencsével szerepelt a 2002–03-as idényben, így tehát szóba sem jöhetett az automatikus feljutás. Egy nem túl biztató kezdet után a Newcastle United FA Kupa-beli legyőzése jelentette a fordulópontot. Az ezt követő 20 bajnoki meccsükből mindössze kettőt vesztettek el, így az ötödik helyen zártak. A rájátszásban is nagyobb sikerük volt, mint korábban. Miután legyőzték a Readinget az elődöntőben, következett a Sheffield United elleni döntő. A Millennium Stadionban Mark Kennedy, Nathan Blake és Kenny Miller már az első félidőben 3–0-s előnyhöz juttatta a Wolverhamptont, mely a találkozó végéig kitartott. 19 év után tehát ismét feljutottak az élvonalba.
Mivel az olyan kulcsemberek, mint Matt Murray, Joleon Lescott és Kenny Miller szinte az egész szezonban hiányoztak sérüléseik miatt, a Farkasok élete nagyon kemény volt a Premier League-ben. Elértek ugyan néhány szép eredményt, például 1–0 arányban legyőzték a Manchester Unitedet, de egyetlen idegenbeli meccset sem tudtak megnyerni. A szezon végén rosszabb gólkülönbségüknek köszönhetően estek csak ki.

### Visszaesés és talpra állás
A Premiershipből való kiesés után nagyon gyengén kezdte a csapata a 2004–05-ös idényt. Egy Gillingham elleni megalázó vereség után Jonesnak mennie kellett és többen már attól tartottak, hogy a Championshipben sem sikerült bent ragadni.
Ideiglenesen Stuart Gray vette át az irányítást, majd Glenn Hoddle lett a vezetőedző, aki alatt a Wolves mindössze egyet bukott el utolsó 25 meccséből, bár 15-öt döntetlenre adott, így csak a kilencedik lett.
A 2005–06-os szezon meglehetősen "érdekes" volt a farkasok számára kevés szerencséjük, nem mindig megfelelő hozzáállásuk valamint Hoddle unalmas és bizarr taktikái miatt. Mindössze hetedikek lettek és több szurkoló azzal fenyegetőzött, hogy nem hosszabbítja meg szezonbérletét, ha továbbra is Hoddle lesz a menedzser és végül a mestert elbocsátották.

### Változások
2006-ban, a felkészülési időszak során a Wolverhampton 12, a profi kerethez tartozó játékostól szabadult meg, hogy kiadásait csökkentse. Közülük mindössze kettőért kapott átigazolási pénzt. A vezetők a korábbi ír szövetségi kapitányt, Mick McCarthyt nevezték ki menedzserré. Nem volt könnyű dolga, hiszen a csapatnak mindössze a gerince maradt meg. Ezzel kapcsolatban egy interjú során ennyit mondott: "Az MM monogram a felsőmön azt jelenti, hogy Mick McCarthy és nem azt, hogy Merlin the Magician (Merlin, a varázsló)." A mester januárban jól sáfárkodott az átigazolásokra kapott összeggel és tehetséges csapatot állított össze, mely a várakozásokkal ellentétben odaért a rájátszást érő helyek egyikére. Az elődöntőben a West Brom volt az ellenfél, a Farkasok a Molineux-ban 3–2, a Hawthornsban pedig 1–0 arányban kaptak ki, így a feljutás reményei elúsztak.
Ennek ellenére McCharty dicsérte csapatát, mely szerinte bőven felülmúlta az elvárásokat.
Nagyon büszke vagyok ezekre a fiatal srácokra és arra, amit idén elértek. Tulajdonképpen a semmiből értek el egy briliáns eredményt. Most lógatják az orrukat, de később büszkeséggel telve fognak visszagondolni erre a szezonra.
(Mick McCarthy)
McCarthyt később szóba hozták a dél-koreai és az ír válogatottal is, de ő inkább csapatánál maradt.

### 2007–08-as szezon
2007. augusztus 9-én egy üzletember, Steve Morgan felvásárolta a klubot Sir Jack Haywardtól.
Az előző évi meglepetés eredmény után az elvárások jócskán megnőttek, többen automatikus feljutást vártak a Wolverhamptontól. Ennek érdekében a csapat meg is kezdte az erősítéseket Freddy Eastwood, Stephen Elliott és Michael Gray leigazolásával, de megbízható kapusuk Matt Murray vállsérülése miatt az egész évadot kihagyta.
Nem kezdték meggyőzően az idényt, de októberben és novemberben javultak az eredmények és a harmadik helyre ugrottak, mindössze három pontra az első pozíciótól. Ekkor azonban megsérült egyik legjobb formában lévő játékosuk, Michael Kightly, amivel jelentősen gyengültek és kevesebb kreativitás mutatkozott a játékukban. A karácsonyi időszakban a lehetséges 21-ből mindössze 4 pontot gyűjtöttek és visszaestek a tabella közepére. Ekkor az automatikus feljutásra már szinte semmi esélyük nem volt.
Januárban több játékos érkezett a Molineux-ba, köztük Sylvan Ebanks-Blake, aki 12 góllal segítette a Farkasokat és gólkirály lett. Az ő találataival sem tudtak azonban rájátszást érő helyre kerülni a Farkasok. Nagy szívfájdalom a számukra, hogy erről mindössze a Watfordhoz képest kettővel rosszabb gólkülönbségük miatt csúsztak le.

### Ismét az élvonalban
A Wolverhampton megnyerte a 2008–09-es szezont a másodosztályban, így 2003 után ismét a Premier League-be kerültek. 2018-as feljutásuk óta kétszer végeztek hetedik helyen, valamint szerepeltek a 2019/20-as szezonban az Európa Ligában ahol a negyeddöntőig jutottak. Olyan játékosokat sikerült a csapathoz csábítani, mint Ruben Neves, Joao Moutinho vagy Raúl Jimenez.

## Klubszínek és címerek
Az angol futballcsapatok közül a Wolverhampton Wanderers viseli az egyik legjellegzetesebb mezt. Hagyományosan minden évben aranyszínű mezben játszanak, melyhez fekete sort párosul. A korai években is használatos volt ez a színösszeállítás, bár másképp. Erre jó példa az arany-fekete csíkozású mez. Az alapításkor még a piros és a fehér voltak a gárda színei. Idegenbeli meccseiken általában fehér mezt viselnek, de van kivétel is, például a 2007–08-as második számú szerelés.
Az első címer, mely a csapat mezére került Wolverhampton városának címere volt, bár ezt csak különleges alkalmakkor, például kupadöntőkön viselték. Az 1960-as évek végén jelent meg a gárda első saját logója, mely mindössze egy ugró farkast ábrázolt, a "magányos farkast" később még kettő követte. 1979-ben került bemutatásra a híres farkasfejes címer, mely egyszerű, de stílusos. Az évek folyamán a brit labdarúgás egyik legismertebb logójává vált és még ma is használatban van.

## Stadion
A Wolverhampton Wanderers 1889 óta a Wolverhampton Whitmore Reans nevű városrészében található Molineux Stadionban játssza hazai meccseit. Az előző otthonuk a Blakenhall nevű kerületben volt, bár már semmi jele ott a korábbi pályának, a közeli utat Wanderers Avenue-nak nevezték el.

## Szurkolók
A Wolverhamtpon Wanderersnek a világ minden táján vannak szurkolói (Ausztrália, Egyesült Államok, Svédország, Németország, Írország, Málta, Izland, Norvégia, Skócia), de az Egyesült Királyságban is több támogatói klubjuk van. Szurkolóik méltán közismertek egész Nagy-Britanniában.

### Szurkolói magazin
A csapat saját lapját "A Load of Bull"-nak vagy röviden "ALOB"-nak hívják. 1989-ben indult és a szurkolók maguk írták és Charles Ross kezdte szerkeszteni. A 131. számban megjelent egy közlemény, mely szerint egyre kevesebben veszik a lapot, ezért lehet, hogy a 2008–09-es szezonra megszűntetik.

### Huliganizmus
Mint minden más nagyvárosi csapat, a Wolves is több huligánt vonzott az 1960-as években. Az 1970-es és 1980-as években tinédzserek egy csoportja elnevezte magát "The Subway Army"-nak, azaz a "metróhadsereg"-nek. Ők metróállomásokon lesből támadtak rá áldozataikra. Gyakran tevékenykedtek a farkasok hazai meccseinek idején, bár egyesek szerint nem mindegyikük volt szurkoló. A Wolverhamtpon drukkereinek nagy része nem arról híres, hogy törnének-zúznának meccsek előtt vagy után.
A metróhadsereg azóta feloszlott a nagy számú letartóztatásoknak köszönhetően és megfékezésükre külön rendőrségi csoportok alakultak.

## Jelenlegi keret
Utolsó módosítás: 2024. április 28.
A vastaggal jelzett játékosok felnőtt válogatottsággal rendelkeznek.
A dőlttel jelzett játékosok kölcsönben szerepelnek a klubnál.
| Mezszám                | Név                    | Nemzetiség      | Születési hely   | Születési idő (kor)            | Korábbi csapat           | Érték(€)   | Szerződés lejárta |
| Kapusok                | Kapusok                | Kapusok         | Kapusok          | Kapusok                        | Kapusok                  | Kapusok    | Kapusok           |
| ---------------------- | ---------------------- | --------------- | ---------------- | ------------------------------ | ------------------------ | ---------- | ----------------- |
| 1                      | José Sá                | POR             | Braga            | 1993. január 17. (32 éves)     | PAE Olimbiakósz SZFP     | 16 000 000 | 2027.06.30.       |
| 25                     | Daniel Bentley         | ENG             | Basildon         | 1993. július 13. (31 éves)     | Bristol City FC          | 2 000 000  | 2025.06.30.       |
| 40                     | Tom King               | Wales · ENG     | Plymouth         | 1995. március 9. (30 éves)     | Northampton Town FC      | 200 000    | 2027.06.30.       |
| Védők                  |                        |                 |                  |                                |                          |            |                   |
| 2                      | Matt Doherty           | ír              | Dublin           | 1992. január 16. (33 éves)     | Atlético de Madrid       | 4 000 000  | 2026.06.30.       |
| 3                      | Rayan Aït Nouri        | ALG · FRA       | Montreuil        | 2001. június 6. (23 éves)      | Angers SCO               | 32 000 000 | 2026.06.30.       |
| 4                      | Santiago Bueno         | Uruguay · ITA   | Montevideo       | 1998. november 9. (26 éves)    | Girona FC                | 8 000 000  | 2028.06.30.       |
| 15                     | Craig Dawson           | ENG             | Rochdale         | 1990. május 6. (34 éves)       | West Ham United FC       | 2 000 000  | 2025.06.30.       |
| 17                     | Hugo Bueno             | SPA             | Vigo             | 2002. szeptember 18. (22 éves) | Utánpótlásból került fel | 6 000 000  | 2028.06.30.       |
| 22                     | Nélson Semedo          | POR · CPV       | Lisszabon        | 1993. november 16. (31 éves)   | FC Barcelona             | 12 000 000 | 2025.06.30.       |
| 23                     | Max Kilman             | ENG · UKR       | London           | 1997. május 23. (27 éves)      | Maidenhead United        | 35 000 000 | 2028.06.30.       |
| 24                     | Toti Gomes             | POR · GNB       | Bissau           | 1999. január 16. (26 éves)     | GD Estoril Praia         | 17 000 000 | 2029.06.30.       |
| Középpályások          |                        |                 |                  |                                |                          |            |                   |
| 5                      | Mario Lemina           | Gabon · FRA     | Libreville       | 1993. szeptember 1. (31 éves)  | OGC Nice                 | 10 000 000 | 2025.06.30.       |
| 6                      | Boubacar Traoré        | MLI             | Bamako           | 2001. augusztus 20. (23 éves)  | FC Metz                  | 6 000 000  | 2027.06.30.       |
| 8                      | João Gomes             | BRA             | Rio de Janeiro   | 2001. február 12. (24 éves)    | CR Flamengo              | 28 000 000 | 2028.06.30.       |
| 14                     | Noha Lemina            | FRA · Gabon     | Libreville       | 2005. június 17. (19 éves)     | Paris Saint-Germain FC   | 500 000    | 2024.06.30.       |
| 20                     | Tommy Doyle            | ENG             | Manchester       | 2001. október 17. (23 éves)    | Manchester City FC U21   | 7 000 000  | 2024.05.31.       |
| 27                     | Jean-Ricner Bellegarde | FRA · Haiti     | Colombes         | 1998. június 27. (26 éves)     | RC Strasbourg            | 15 000 000 | 2028.06.30.       |
| Támadók                |                        |                 |                  |                                |                          |            |                   |
| 7                      | Pedro Neto             | POR             | Viana do Castelo | 2000. március 9. (25 éves)     | SS Lazio                 | 55 000 000 | 2027.06.30.       |
| 11                     | Hvang Hicshan          | KOR             | Chuncheon        | 1996. január 26. (29 éves)     | RB Leipzig               | 25 000 000 | 2028.06.30.       |
| 12                     | Matheus Cunha          | BRA             | João Pessoa      | 1999. május 27. (25 éves)      | Atlético de Madrid       | 42 000 000 | 2027.06.30.       |
| 21                     | Pablo Sarabia          | SPA             | Madrid           | 1992. május 11. (32 éves)      | Paris Saint-Germain FC   | 12 000 000 | 2025.06.30.       |
| 30                     | Enso González          | Paraguay        | Asunción         | 2005. január 20. (20 éves)     | Club Libertad            | 4 000 000  | 2029.06.30.       |
| 63                     | Nathan Fraser          | ír · ENG        | Wolverhampton    | 2005. február 22. (20 éves)    | Utánpótlásból került fel | 1 000 000  | 2025.06.30.       |
| 84                     | Leon Chiwome           | ENG · Zimbabwe  | Brighton         | 2006. január 10. (19 éves)     | Utánpótlásból került fel | 200 000    | Nem publikus      |
| Kölcsönadott játékosok |                        |                 |                  |                                |                          |            |                   |
| Név                    | Poszt                  | Nemzetiség      | Születési hely   | Születési idő (kor)            | Kölcsönben itt           | Érték (€)  | Kölcsön lejárta   |
| Louie Moulden          | kapus                  | ENG             | Bolton           | 2002. január 6. (23 éves)      | Northampton Town FC      | 200 000    | 2024.05.31.       |
| Bolla Bendegúz         | védő                   | magyar          | Székesfehérvár   | 1999. november 22. (25 éves)   | Servette FC              | 2 100 000  | 2024.06.30.       |
| Ki-Jana Hoever         | védő                   | NED · SUR       | Amszterdam       | 2002. január 18. (23 éves)     | Stoke City FC            | 3 500 000  | 2024.05.31.       |
| Yerson Mosquera        | védő                   | COL             | Apartadó         | 2001. május 2. (23 éves)       | Villarreal CF            | 3 500 000  | 2024.06.30.       |
| Luke Cundle            | középpályás            | ENG             | Warrington       | 2002. április 26. (23 éves)    | Stoke City FC            | 4 500 000  | 2024.05.31.       |
| Joe Hodge              | középpályás            | ír · ENG        | Manchester       | 2002. szeptember 14. (22 éves) | Queens Park Rangers FC   | 1 500 000  | 2024.05.31.       |
| Chem Campbell          | középpályás            | Wales · ENG     | Birmingham       | 2002. december 30. (22 éves)   | Wycombe Wanderers FC     | 900 000    | 2024.05.31.       |
| Fábio Silva            | támadó                 | POR             | Porto            | 2002. július 19. (22 éves)     | Rangers FC               | 13 000 000 | 2024.06.30.       |
| Gonçalo Guedes         | támadó                 | POR             | Benavente        | 1996. november 29. (28 éves)   | Villarreal CF            | 18 000 000 | 2024.06.30.       |
| Daniel Podence         | támadó                 | POR             | Oeiras           | 1995. október 21. (29 éves)    | PAE Olimbiakósz SZFP     | 13 000 000 | 2024.06.30.       |
| Saša Kalajdžić         | támadó                 | osztrák · szerb | Bécs             | 1997. július 7. (27 éves)      | Eintracht Frankfurt      | 5 000 000  | 2024.06.30.       |
| Chiquinho              | támadó                 | POR             | Cascais          | 2000. február 5. (25 éves)     | FC Famalicão             | 2 000 000  | 2024.06.30.       |

## Eddigi vezetőedzők
| - George Worrall (1877. aug. – 1885. máj.) - Jack Addenbrooke (1885. aug. – 1922. jún.) - George Jobey (1922. jún. – 1924. máj.) - Albert Hoskins (1924. máj. – 1926. már.) - Fred Scotchbrook (1926. márc. – 1927. jún.) - Major Frank Buckley (1927. júl. – 1944. már.) - Ted Vizard (1944. ápr. – 1948. máj.) - Stan Cullis (1948. jún. – 1964. júl.) - Andy Beattie (1964. júl. – 1965. aug.) - Ronnie Allen (1965. szept. – 1968. nov.) - Bill McGarry (1968. nov. – 1976. máj.) - Sammy Chung (1976. jún. – 1978. nov.) - John Barnwell (1978. nov. – 1982. jan.) - Ian Greaves (1982. febr. – 1982. aug.) - Graham Hawkins (1982. aug. – 1984. ápr.) - Tommy Docherty (1984. jún. – 1985. júl.) - Bill McGarry (1985. szept. – 1985. nov.) - Sammy Chapman (1985. nov. – 1986. aug.) - Brian Little (1986. aug. – 1986. okt.) | - Graham Turner (1986. okt. – 1994. márc.) - Graham Taylor (1994. márc. – 1995. nov.) - Mark McGhee (1995. dec. – 1998. nov.) - Colin Lee (1998. nov. – 2000. dec.) - Dave Jones (2001. jan. – 2004. nov.) - Glenn Hoddle (2004. dec. – 2006. júl.) - Mick McCarthy (2006. júl. – 2012. febr.) - Terry Connor (2012. febr. – 2012. jún.) - Ståle Solbakken (2012. júl. – 2013. jan.) - Dean Saunders (2013. jan. – 2013. máj.) - Kenny Jackett (2013. máj – 2016. júl.) - Walter Zenga (2016. júl. – 2016. okt.) - Paul Lambert (2016. okt. – 2017. máj.) - Nuno Espírito Santo (2017. máj. – 2021. jún.) - Bruno Lage (2021. júl. – 2022. okt.) - Steve Davis (2022. okt.)(mb.) - Julen Lopetegui (2022. nov. – 2023. aug.) - Gary O’Neil (2023. aug. –) |

## Sikerlista
A Wolverhampton a tizedik legsikeresebb angol futballcsapat. Négyszer nyert FA-kupát és FA Community Shieldet, háromszor nyerte meg az első osztályt és kétszer Ligakupát. A klub hullámzó teljesítményének köszönhetően eddig egyedül a farkasok voltak képesek öt különböző osztályban is trófeákat nyerni.
Bajnoki győzelem (első osztály) 3
- 1953–53, 1957–58, 1958–59

Angol kupa-győzelem (FA-kupa) 4
- 1893, 1908, 1949, 1960

Ligakupa (Carling Cup), 2
- 1974, 1980

FA Community Shield (az angol bajnok és kupagyőztes viadala), 4
- 1949*, 1954*, 1959, 1960* (* holtverseny)

A másodosztály megnyerése, 2
- 1931–32, 1976–77

A másodosztály rájátszásának megnyerése, 1
- 2003

A harmadosztály megnyerése, 1
- 1988–89

A harmadosztály északi csoportjának megnyerése, 1
- 1923–24

A negyedosztály megnyerése, 1
- 1987–88

Labdarúgó Liga Trófea, 1
- 1988

Texaco Kupa, 1
- 1971

## Klubrekordok
| Nézőszám                                                      | Bevétel                                                      | Legnagyobb bajnoki győzelem                                  | Legnagyobb bajnoki vereség                                 | Legnagyobb kupagyőzelem                                                  | Legtöbbször válogatott    | Legtöbbször pályára lépő   | Legtöbb bajnoki gól      | Legtöbb gól egy szezonban            |
| 63,315: Liverpool ellen, 1939. február 11. FA-kupa 5. forduló | £319,142: Arsenal ellen, 1999. január 24. FA-kupa 4. forduló | 10 – 1: Leicester City ellen, 1938. április 15. másodosztály | 1 – 10: Manchester United ellen, 1892. október 15. élvonal | 14 – 0: Cresswell's Brewery ellen, 1886. november 13. FA-kupa 2. forduló | Billy Wright: 105, Anglia | Derek Parkin: 501, 1967–82 | Steve Bull: 250, 1986–98 | Dennis Westcott: 38, 1946–47 élvonal |